# Do dièse mineur

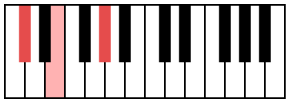
L'accord parfait de do dièse mineur se compose des notes suivantes : do♯, mi, sol♯.

La tonalité de do dièse mineur se développe en partant de la note tonique do dièse (ut dièse). Elle est appelée C-sharp minor en anglais et cis-Moll dans l'Europe centrale.
L'armure coïncide avec celle de la tonalité relative mi majeur.

## Modes
L’échelle de do dièse mineur naturel est : do, ré, mi, fa, sol, la, si, do.
- tonique : do
- médiante : mi
- dominante : sol
- sensible : si

Altérations : fa, do, sol, ré♯
L’échelle de do dièse mineur harmonique est : do, ré, mi, fa, sol, la, si, do.
- tonique : do
- médiante : mi
- dominante : sol
- sensible : si

L’échelle de do dièse mineur mélodique est : do, ré, mi, fa, sol, la, si, do.

## Compositions célèbres en do dièse mineur
- Sonate pour piano no 14 dite Sonate au Clair de lune de Beethoven
- Quatuor à cordes no 14 de Beethoven
- Nocturne no 20 de Chopin
- Valse, opus 64 no 2 de Chopin
- Symphonie no 5 de Mahler
- Le deuxième mouvement de la symphonie no 3 de Rachmaninov
- Prélude Opus 3 no 2 de Rachmaninov
- Symphonie no 7 de Prokofiev

Le point de plus grande intensité du Clair de lune de Debussy est joué en do dièse mineur, exception au sein d'une pièce jouée en ré bémol majeur.